# تومازو پوبگا
تومازو پوبگا (ایتالیایی: Tommaso Pobega؛ زادهٔ ۱۵ ژوئیهٔ ۱۹۹۹) بازیکن فوتبال اهل ایتالیا است که برای باشگاه میلان بازی می‌کند.
از باشگاه‌هایی که در آن بازی کرده‌است می‌توان به میلان، ترنانا و اسپتزیا اشاره کرد.